# يان بلاكفورد
يان بلاكفورد (بالإنجليزية: Ian Blackford)‏ هو مصرفي وسياسي بريطاني، ولد في 14 مايو 1961 في إدنبرة في المملكة المتحدة. حزبياً، نشط في الحزب القومي الاسكتلندي. في الانتخابات العامة في المملكة المتحدة 2015، انتخب عضو برلمان المملكة المتحدة الـ56 عن دائرة روس، سكاي ولوتشابير وقد انضم خلال فترته النيابية ‏ (8 مايو 2015 – 3 مايو 2017)  للكتلة البرلمانية الحزب القومي الاسكتلندي وفي الانتخابات التشريعية البريطانية 2017، انتخب عضو برلمان المملكة المتحدة الـ57 عن دائرة روس، سكاي ولوتشابير وقد انضم خلال فترته النيابية ‏ (8 يونيو 2017 – )  للكتلة البرلمانية الحزب القومي الاسكتلندي.